# Medaliści igrzysk olimpijskich w rugby
Medaliści igrzysk olimpijskich w rugby – zestawienie zawodników, zawodniczek i reprezentacji, które przynajmniej raz stanęły na podium w turniejach olimpijskich w rugby union oraz rugby 7.

## Medaliści chronologicznie

### Rugby union
W poniższej tabeli przedstawiono wszystkich medalistów igrzysk olimpijskich w rugby union w latach 1900–1924.
| Rok i miejsce   | Złoto | Srebro | Brąz | Źr.         |
| --------------- | --- | --- | --- | ----------- |
| 1900, Paryż     | Francja Vladimir Aïtoff A. Albert Léon Binoche Jean Collas Jean-Guy Gautier Auguste Giroux Charles Gondouin Constantin Henriquez Jean Hervé Victor Lardanchet Hubert Lefèbvre Joseph Olivier Alexandre Pharamond Frantz Reichel André Rischmann André Roosevelt Émile Sarrade   | Cesarstwo Niemieckie Albert Amrhein Hugo Betting Jacob Herrmann Willy Hofmeister Hermann Kreuzer Arnold Landvoigt Hans Latscha Erich Ludwig Richard Ludwig Fritz Müller Eduard Poppe Heinrich Reitz August Schmierer Adolf Stockhausen Georg Wenderoth                                                        | – | [ 1 ] [ 2 ] |
| 1900, Paryż     | Francja Vladimir Aïtoff A. Albert Léon Binoche Jean Collas Jean-Guy Gautier Auguste Giroux Charles Gondouin Constantin Henriquez Jean Hervé Victor Lardanchet Hubert Lefèbvre Joseph Olivier Alexandre Pharamond Frantz Reichel André Rischmann André Roosevelt Émile Sarrade   | Wielka Brytania Frank Bayliss Henry Birtles James Cantion Arthur Darby Clement Deykin L. Hood M.L. Logan Herbert Loveitt Herbert Nicol Valentine Smith M.W. Talbot Joseph Wallis Claude Whittindale Raymond Whittindale Frank Wilson                                                                          | – | [ 1 ] [ 2 ] |
| 1908, Londyn    | Australazja John Barnett Phil Carmichael Daniel Carroll Bob Craig Tom Griffin Jack Hickey Mannie McArthur Arthur McCabe Paddy McCue Chris McKivat Charles McMurtrie Sydney Middleton Thomas Richards Charles Russell Bede Smith                                                 | Wielka Brytania James Davey Frederick Dean Edward Jackett Richard Jackett Edwin Jones James Jose Arthur Lawry Charles Marshall Bert Solomon Barney Solomon Nicholas Tregurtha Joe Trevaskis Thomas Wedge Thomas Willcocks Arthur Wilson                                                                       | – | [ 3 ] [ 4 ] |
| 1920, Antwerpia | USA Daniel Carroll Charles Doe George Fish James Fitzpatrick Lou Hunter Morris Kirksey Charles Mehan John Muldoon John O’Neil Jack Patrick Cornelius Righter Rudy Scholz Colby Slater Dink Templeton Charles Tilden Heaton Wrenn                                                | Francja Édouard Bader François Borde Adolphe Bousquet Jean Bruneval Alphonse Castex André Chilo René Crabos Curtet Alfred Eluère Jacques Forestier Grenet Maurice Labeyrie Robert Levasseur Pierre Petiteau Raoul Thiercelin                                                                                  | – | [ 5 ] [ 6 ] |
| 1924, Paryż     | USA Phil Clark Norman Cleaveland Dudley DeGroot Robert Devereaux George Dixon Charles Doe Linn Farish Edward Graff Richard Hyland Caesar Mannelli John O’Neil Jack Patrick William Rogers Rudy Scholz Colby Slater Norman Slater Edward Turkington Alan Valentine Alan Williams | Francja René Araou Jean Bayard Louis Béguet André Béhotéguy Alex Bioussa Étienne Bonnes Adolphe Bousquet Aimé Cassayet-Armagnac Clément Dupont Albert Dupouy Jean Etcheberry Henri Galau Gilbert Gérintès Raoul Got Adolphe Jauréguy René Lasserre Marcel-Frédéric Lubin-Lebrère Étienne Piquiral Jean Vaysse | Rumunia Dumitru Armășel Gheorghe Benția Teodor Florian Ion Gârleșteanu Teodor Marian Sorin Mihăilescu Nicolae Mărăscu Paul Nedelcovici Iosif Nemeș Eugen Sfetescu Mircea Sfetescu Soare Sterian Atanasie Tănăsescu Mihai Vardală Paul Vidrașcu Dumitru Volvoreanu | [ 7 ] [ 8 ] |

### Rugby 7 kobiet
W poniższej tabeli przedstawiono wszystkie medalistki igrzysk olimpijskich w rugby 7 w latach 2016–2021.
| Rok i miejsce        | Złoto | Srebro | Brąz | Źr.          |
| -------------------- | --- | --- | --- | ------------ |
| 2016, Rio de Janeiro | Australia Nicole Beck Charlotte Caslick Emilee Cherry Chloe Dalton Gemma Etheridge Ellia Green Shannon Parry Evania Pelite Alicia Quirk Emma Tonegato Amy Turner Sharni Williams                            | Nowa Zelandia Shakira Baker Kelly Brazier Gayle Broughton Theresa Fitzpatrick Sarah Goss Huriana Manuel Kayla McAlister Tyla Nathan-Wong Terina Te Tamaki Ruby Tui Niall Williams Portia Woodman | Kanada Britt Benn Hannah Darling Bianca Farella Jennifer Kish Ghislaine Landry Megan Lukan Kayla Moleschi Karen Paquin Kelly Russell Ashley Steacy Natasha Watcham-Roy Charity Williams                        | [ 9 ] [ 10 ] |
| 2021, Tokio          | Nowa Zelandia Michaela Blyde Kelly Brazier Gayle Broughton Theresa Fitzpatrick Stacey Fluhler Sarah Hirini Shiray Kaka Tyla Nathan-Wong Risi Pouri-Lane Alena Saili Ruby Tui Tenika Willison Portia Woodman | Francja Coralie Bertrand Anne-Cécile Ciofani Caroline Drouin Camille Grassineau Lina Guérin Fanny Horta Shannon Izar Chloé Jacquet Carla Neisen Séraphine Okemba Chloé Pelle Jade Ulutule        | Fidżi Lavena Cavuru Raijieli Daveua Sesenieli Donu Laisana Likuceva Rusila Nagasau Ana Maria Naimasi Alowesi Nakoci Roela Radiniyavuni Viniana Riwai Ana Roqica Vasiti Solikoviti Lavenia Tinai Reapi Ulunisau | [ 11 ]       |

### Rugby 7 mężczyzn
W poniższej tabeli przedstawiono wszystkich medalistów igrzysk olimpijskich w rugby 7 w latach 2016–2021
| Rok i miejsce        | Złoto | Srebro | Brąz | Źr.           |
| -------------------- | --- | --- | --- | ------------- |
| 2016, Rio de Janeiro | Fidżi Ro Dakuwaqa Apisai Domolailai Osea Kolinisau Semi Kunitani Viliame Mata Leone Nakarawa Vatemo Ravouvou Savenaca Rawaca Kitione Taliga Josua Tuisova Jerry Tuwai Jasa Veremalua Samisoni Viriviri                      | Wielka Brytania Mark Bennett Dan Bibby Phil Burgess Sam Cross James Davies Oliver Lindsay-Hague Ruaridh McConnochie Tom Mitchell Dan Norton Mark Robertson James Rodwell Marcus Watson                     | Południowa Afryka Cecil Afrika Tim Agaba Kyle Brown Justin Geduld Francois Hougaard Juan de Jongh Werner Kok Cheslin Kolbe Dylan Sage Seabelo Senatla Kwagga Smith Philip Snyman Rosko Specman                   | [ 12 ] [ 13 ] |
| 2021, Tokio          | Fidżi Iosefo Masikau Baleiwairiki Napolioni Bolaca Vilimoni Botitu Meli Derenalagi Sireli Maqala Waisea Nacuqu Kalione Nasoko Semi Radradra Aminiasi Tuimaba Asaeli Tuivuaka Jerry Tuwai Josua Vakurunabili Jiuta Wainiqolo | Nowa Zelandia Kurt Baker Dylan Collier Scott Curry Andrew Knewstubb Ngarohi McGarvey-Black Tim Mikkelson Sione Molia Etene Nanai-Seturo Tone Ng Shiu Amanaki Nicole William Warbrick Regan Ware Joe Webber | Argentyna Santiago Álvarez Lautaro Bazán Vélez Lucio Cinti Rodrigo Etchart Luciano González Rodrigo Isgro Santiago Mare Ignacio Mendy Felipe del Mestre Marcos Moneta Matías Osadczuk Gastón Revol Germán Schulz | [ 14 ] [ 15 ] |

## Klasyfikacje medalowe

### Klasyfikacja zawodników
W poniższym zestawieniu ujęto klasyfikację zawodników, którzy zdobyli przynajmniej jeden medal olimpijski w rugby. W przypadku, gdy dwóch lub więcej zawodników zdobyło tę samą liczbę medali wszystkich kolorów, wzięto pod uwagę najpierw kolejność chronologiczną, a następnie porządek alfabetyczny. W przypadku, gdy dany zawodnik zdobywał medale dla dwóch lub więcej krajów, podano wszystkie państwa, w barwach których startował.
| Miejsce | Zawodnik                      | Państwo              | Lata       | Złoto | Srebro | Brąz | Razem | Odmiana     |
| ------- | ----------------------------- | -------------------- | ---------- | ----- | ------ | ---- | ----- | ----------- |
| 1.      | Daniel Carroll                | Australazja USA      | 1908, 1920 | 2     | –      | –    | 2     | Rugby union |
| 1.      | Charles Doe                   | USA                  | 1920–1924  | 2     | –      | –    | 2     | Rugby union |
| 1.      | John O’Neil                   | USA                  | 1920–1924  | 2     | –      | –    | 2     | Rugby union |
| 1.      | Jack Patrick                  | USA                  | 1920–1924  | 2     | –      | –    | 2     | Rugby union |
| 1.      | Rudy Scholz                   | USA                  | 1920–1924  | 2     | –      | –    | 2     | Rugby union |
| 1.      | Colby Slater                  | USA                  | 1920–1924  | 2     | –      | –    | 2     | Rugby union |
| 7.      | Vladimir Aïtoff               | Francja              | 1900       | 1     | –      | –    | 1     | Rugby union |
| 7.      | A. Albert                     | Francja              | 1900       | 1     | –      | –    | 1     | Rugby union |
| 7.      | Léon Binoche                  | Francja              | 1900       | 1     | –      | –    | 1     | Rugby union |
| 7.      | Jean Collas                   | Francja              | 1900       | 1     | –      | –    | 1     | Rugby union |
| 7.      | Jean-Guy Gautier              | Francja              | 1900       | 1     | –      | –    | 1     | Rugby union |
| 7.      | Auguste Giroux                | Francja              | 1900       | 1     | –      | –    | 1     | Rugby union |
| 7.      | Charles Gondouin              | Francja              | 1900       | 1     | –      | –    | 1     | Rugby union |
| 7.      | Constantin Henriquez          | Francja              | 1900       | 1     | –      | –    | 1     | Rugby union |
| 7.      | Jean Hervé                    | Francja              | 1900       | 1     | –      | –    | 1     | Rugby union |
| 7.      | Victor Lardanchet             | Francja              | 1900       | 1     | –      | –    | 1     | Rugby union |
| 7.      | Hubert Lefèbvre               | Francja              | 1900       | 1     | –      | –    | 1     | Rugby union |
| 7.      | Joseph Olivier                | Francja              | 1900       | 1     | –      | –    | 1     | Rugby union |
| 7.      | Alexandre Pharamond           | Francja              | 1900       | 1     | –      | –    | 1     | Rugby union |
| 7.      | Frantz Reichel                | Francja              | 1900       | 1     | –      | –    | 1     | Rugby union |
| 7.      | André Rischmann               | Francja              | 1900       | 1     | –      | –    | 1     | Rugby union |
| 7.      | André Roosevelt               | Francja              | 1900       | 1     | –      | –    | 1     | Rugby union |
| 7.      | Émile Sarrade                 | Francja              | 1900       | 1     | –      | –    | 1     | Rugby union |
| 7.      | John Barnett                  | Australazja          | 1908       | 1     | –      | –    | 1     | Rugby union |
| 7.      | Phil Carmichael               | Australazja          | 1908       | 1     | –      | –    | 1     | Rugby union |
| 7.      | Bob Craig                     | Australazja          | 1908       | 1     | –      | –    | 1     | Rugby union |
| 7.      | Tom Griffin                   | Australazja          | 1908       | 1     | –      | –    | 1     | Rugby union |
| 7.      | Jack Hickey                   | Australazja          | 1908       | 1     | –      | –    | 1     | Rugby union |
| 7.      | Mannie McArthur               | Australazja          | 1908       | 1     | –      | –    | 1     | Rugby union |
| 7.      | Arthur McCabe                 | Australazja          | 1908       | 1     | –      | –    | 1     | Rugby union |
| 7.      | Paddy McCue                   | Australazja          | 1908       | 1     | –      | –    | 1     | Rugby union |
| 7.      | Chris McKivat                 | Australazja          | 1908       | 1     | –      | –    | 1     | Rugby union |
| 7.      | Charles McMurtrie             | Australazja          | 1908       | 1     | –      | –    | 1     | Rugby union |
| 7.      | Sydney Middleton              | Australazja          | 1908       | 1     | –      | –    | 1     | Rugby union |
| 7.      | Thomas Richards               | Australazja          | 1908       | 1     | –      | –    | 1     | Rugby union |
| 7.      | Charles Russell               | Australazja          | 1908       | 1     | –      | –    | 1     | Rugby union |
| 7.      | Bede Smith                    | Australazja          | 1908       | 1     | –      | –    | 1     | Rugby union |
| 7.      | Ro Dakuwaqa                   | Fidżi                | 2016       | 1     | –      | –    | 1     | Rugby 7     |
| 7.      | Apisai Domolailai             | Fidżi                | 2016       | 1     | –      | –    | 1     | Rugby 7     |
| 7.      | Osea Kolinisau                | Fidżi                | 2016       | 1     | –      | –    | 1     | Rugby 7     |
| 7.      | Semi Kunitani                 | Fidżi                | 2016       | 1     | –      | –    | 1     | Rugby 7     |
| 7.      | Viliame Mata                  | Fidżi                | 2016       | 1     | –      | –    | 1     | Rugby 7     |
| 7.      | Leone Nakarawa                | Fidżi                | 2016       | 1     | –      | –    | 1     | Rugby 7     |
| 7.      | Vatemo Ravouvou               | Fidżi                | 2016       | 1     | –      | –    | 1     | Rugby 7     |
| 7.      | Savenaca Rawaca               | Fidżi                | 2016       | 1     | –      | –    | 1     | Rugby 7     |
| 7.      | Kitione Taliga                | Fidżi                | 2016       | 1     | –      | –    | 1     | Rugby 7     |
| 7.      | Josua Tuisova                 | Fidżi                | 2016       | 1     | –      | –    | 1     | Rugby 7     |
| 7.      | Jerry Tuwai                   | Fidżi                | 2016       | 1     | –      | –    | 1     | Rugby 7     |
| 7.      | Jasa Veremalua                | Fidżi                | 2016       | 1     | –      | –    | 1     | Rugby 7     |
| 7.      | Samisoni Viriviri             | Fidżi                | 2016       | 1     | –      | –    | 1     | Rugby 7     |
| 7.      | George Fish                   | USA                  | 1920       | 1     | –      | –    | 1     | Rugby union |
| 7.      | James Fitzpatrick             | USA                  | 1920       | 1     | –      | –    | 1     | Rugby union |
| 7.      | Lou Hunter                    | USA                  | 1920       | 1     | –      | –    | 1     | Rugby union |
| 7.      | Morris Kirksey                | USA                  | 1920       | 1     | –      | –    | 1     | Rugby union |
| 7.      | Charles Mehan                 | USA                  | 1920       | 1     | –      | –    | 1     | Rugby union |
| 7.      | John Muldoon                  | USA                  | 1920       | 1     | –      | –    | 1     | Rugby union |
| 7.      | Cornelius Righter             | USA                  | 1920       | 1     | –      | –    | 1     | Rugby union |
| 7.      | Dink Templeton                | USA                  | 1920       | 1     | –      | –    | 1     | Rugby union |
| 7.      | Charles Tilden                | USA                  | 1920       | 1     | –      | –    | 1     | Rugby union |
| 7.      | Heaton Wrenn                  | USA                  | 1920       | 1     | –      | –    | 1     | Rugby union |
| 7.      | Philip Clark                  | USA                  | 1924       | 1     | –      | –    | 1     | Rugby union |
| 7.      | Norman Cleaveland             | USA                  | 1924       | 1     | –      | –    | 1     | Rugby union |
| 7.      | Dudley DeGroot                | USA                  | 1924       | 1     | –      | –    | 1     | Rugby union |
| 7.      | Robert Devereaux              | USA                  | 1924       | 1     | –      | –    | 1     | Rugby union |
| 7.      | George Dixon                  | USA                  | 1924       | 1     | –      | –    | 1     | Rugby union |
| 7.      | Linn Farish                   | USA                  | 1924       | 1     | –      | –    | 1     | Rugby union |
| 7.      | Edward Graff                  | USA                  | 1924       | 1     | –      | –    | 1     | Rugby union |
| 7.      | Richard Hyland                | USA                  | 1924       | 1     | –      | –    | 1     | Rugby union |
| 7.      | Caesar Mannelli               | USA                  | 1924       | 1     | –      | –    | 1     | Rugby union |
| 7.      | William Rogers                | USA                  | 1924       | 1     | –      | –    | 1     | Rugby union |
| 7.      | Norman Slater                 | USA                  | 1924       | 1     | –      | –    | 1     | Rugby union |
| 7.      | Edward Turkington             | USA                  | 1924       | 1     | –      | –    | 1     | Rugby union |
| 7.      | Alan Valentine                | USA                  | 1924       | 1     | –      | –    | 1     | Rugby union |
| 7.      | Alan Williams                 | USA                  | 1924       | 1     | –      | –    | 1     | Rugby union |
| 75.     | Adolphe Bousquet              | Francja              | 1920–1924  | –     | 2      | –    | 2     | Rugby union |
| 76.     | Albert Amrhein                | Cesarstwo Niemieckie | 1900       | –     | 1      | –    | 1     | Rugby union |
| 76.     | Frank Bayliss                 | Wielka Brytania      | 1900       | –     | 1      | –    | 1     | Rugby union |
| 7.      | Hugo Betting                  | Cesarstwo Niemieckie | 1900       | –     | 1      | –    | 1     | Rugby union |
| 76.     | Henry Birtles                 | Wielka Brytania      | 1900       | –     | 1      | –    | 1     | Rugby union |
| 76.     | James Cantion                 | Wielka Brytania      | 1900       | –     | 1      | –    | 1     | Rugby union |
| 76.     | Arthur Darby                  | Wielka Brytania      | 1900       | –     | 1      | –    | 1     | Rugby union |
| 76.     | Clement Deykin                | Wielka Brytania      | 1900       | –     | 1      | –    | 1     | Rugby union |
| 76.     | Jacob Herrmann                | Cesarstwo Niemieckie | 1900       | –     | 1      | –    | 1     | Rugby union |
| 76.     | Willy Hofmeister              | Cesarstwo Niemieckie | 1900       | –     | 1      | –    | 1     | Rugby union |
| 76.     | L. Hood                       | Wielka Brytania      | 1900       | –     | 1      | –    | 1     | Rugby union |
| 76.     | Hermann Kreuzer               | Cesarstwo Niemieckie | 1900       | –     | 1      | –    | 1     | Rugby union |
| 76.     | Arnold Landvoigt              | Cesarstwo Niemieckie | 1900       | –     | 1      | –    | 1     | Rugby union |
| 76.     | Hans Latscha                  | Cesarstwo Niemieckie | 1900       | –     | 1      | –    | 1     | Rugby union |
| 76.     | M.L. Logan                    | Wielka Brytania      | 1900       | –     | 1      | –    | 1     | Rugby union |
| 76.     | Herbert Loveitt               | Wielka Brytania      | 1900       | –     | 1      | –    | 1     | Rugby union |
| 76.     | Erich Ludwig                  | Cesarstwo Niemieckie | 1900       | –     | 1      | –    | 1     | Rugby union |
| 76.     | Richard Ludwig                | Cesarstwo Niemieckie | 1900       | –     | 1      | –    | 1     | Rugby union |
| 76.     | Fritz Müller                  | Cesarstwo Niemieckie | 1900       | –     | 1      | –    | 1     | Rugby union |
| 76.     | Herbert Nicol                 | Wielka Brytania      | 1900       | –     | 1      | –    | 1     | Rugby union |
| 76.     | Eduard Poppe                  | Cesarstwo Niemieckie | 1900       | –     | 1      | –    | 1     | Rugby union |
| 76.     | Heinrich Reitz                | Cesarstwo Niemieckie | 1900       | –     | 1      | –    | 1     | Rugby union |
| 76.     | August Schmierer              | Cesarstwo Niemieckie | 1900       | –     | 1      | –    | 1     | Rugby union |
| 76.     | Valentine Smith               | Wielka Brytania      | 1900       | –     | 1      | –    | 1     | Rugby union |
| 76.     | Adolf Stockhausen             | Cesarstwo Niemieckie | 1900       | –     | 1      | –    | 1     | Rugby union |
| 76.     | M.W. Talbot                   | Wielka Brytania      | 1900       | –     | 1      | –    | 1     | Rugby union |
| 76.     | Joseph Wallis                 | Wielka Brytania      | 1900       | –     | 1      | –    | 1     | Rugby union |
| 76.     | Georg Wenderoth               | Cesarstwo Niemieckie | 1900       | –     | 1      | –    | 1     | Rugby union |
| 76.     | Claude Whittindale            | Wielka Brytania      | 1900       | –     | 1      | –    | 1     | Rugby union |
| 76.     | Raymond Whittindale           | Wielka Brytania      | 1900       | –     | 1      | –    | 1     | Rugby union |
| 76.     | Frank Wilson                  | Wielka Brytania      | 1900       | –     | 1      | –    | 1     | Rugby union |
| 76.     | James Davey                   | Wielka Brytania      | 1908       | –     | 1      | –    | 1     | Rugby union |
| 76.     | Frederick Dean                | Wielka Brytania      | 1908       | –     | 1      | –    | 1     | Rugby union |
| 76.     | Edward Jackett                | Wielka Brytania      | 1908       | –     | 1      | –    | 1     | Rugby union |
| 76.     | Richard Jackett               | Wielka Brytania      | 1908       | –     | 1      | –    | 1     | Rugby union |
| 76.     | Edwin Jones                   | Wielka Brytania      | 1908       | –     | 1      | –    | 1     | Rugby union |
| 76.     | James Jose                    | Wielka Brytania      | 1908       | –     | 1      | –    | 1     | Rugby union |
| 76.     | Arthur Lawry                  | Wielka Brytania      | 1908       | –     | 1      | –    | 1     | Rugby union |
| 76.     | Charles Marshall              | Wielka Brytania      | 1908       | –     | 1      | –    | 1     | Rugby union |
| 76.     | Bert Solomon                  | Wielka Brytania      | 1908       | –     | 1      | –    | 1     | Rugby union |
| 76.     | Barney Solomon                | Wielka Brytania      | 1908       | –     | 1      | –    | 1     | Rugby union |
| 76.     | Nicholas Tregurtha            | Wielka Brytania      | 1908       | –     | 1      | –    | 1     | Rugby union |
| 76.     | Joe Trevaskis                 | Wielka Brytania      | 1908       | –     | 1      | –    | 1     | Rugby union |
| 76.     | Thomas Wedge                  | Wielka Brytania      | 1908       | –     | 1      | –    | 1     | Rugby union |
| 76.     | Thomas Willcocks              | Wielka Brytania      | 1908       | –     | 1      | –    | 1     | Rugby union |
| 76.     | Arthur Wilson                 | Wielka Brytania      | 1908       | –     | 1      | –    | 1     | Rugby union |
| 76.     | Édouard Bader                 | Francja              | 1920       | –     | 1      | –    | 1     | Rugby union |
| 76.     | François Borde                | Francja              | 1920       | –     | 1      | –    | 1     | Rugby union |
| 76.     | Jean Bruneval                 | Francja              | 1920       | –     | 1      | –    | 1     | Rugby union |
| 76.     | Alphonse Castex               | Francja              | 1920       | –     | 1      | –    | 1     | Rugby union |
| 76.     | André Chilo                   | Francja              | 1920       | –     | 1      | –    | 1     | Rugby union |
| 76.     | René Crabos                   | Francja              | 1920       | –     | 1      | –    | 1     | Rugby union |
| 76.     | Curtet                        | Francja              | 1920       | –     | 1      | –    | 1     | Rugby union |
| 76.     | Alfred Eluère                 | Francja              | 1920       | –     | 1      | –    | 1     | Rugby union |
| 76.     | Jacques Forestier             | Francja              | 1920       | –     | 1      | –    | 1     | Rugby union |
| 76.     | Grenet                        | Francja              | 1920       | –     | 1      | –    | 1     | Rugby union |
| 76.     | Maurice Labeyrie              | Francja              | 1920       | –     | 1      | –    | 1     | Rugby union |
| 76.     | Robert Levasseur              | Francja              | 1920       | –     | 1      | –    | 1     | Rugby union |
| 76.     | Pierre Petiteau               | Francja              | 1920       | –     | 1      | –    | 1     | Rugby union |
| 76.     | Raoul Thiercelin              | Francja              | 1920       | –     | 1      | –    | 1     | Rugby union |
| 76.     | René Araou                    | Francja              | 1924       | –     | 1      | –    | 1     | Rugby union |
| 76.     | Jean Bayard                   | Francja              | 1924       | –     | 1      | –    | 1     | Rugby union |
| 76.     | Louis Béguet                  | Francja              | 1924       | –     | 1      | –    | 1     | Rugby union |
| 76.     | André Béhotéguy               | Francja              | 1924       | –     | 1      | –    | 1     | Rugby union |
| 76.     | Alexandre Bioussa             | Francja              | 1924       | –     | 1      | –    | 1     | Rugby union |
| 76.     | Étienne Bonnes                | Francja              | 1924       | –     | 1      | –    | 1     | Rugby union |
| 76.     | Aimé Cassayet-Armagnac        | Francja              | 1924       | –     | 1      | –    | 1     | Rugby union |
| 76.     | Clément Dupont                | Francja              | 1924       | –     | 1      | –    | 1     | Rugby union |
| 76.     | Albert Dupouy                 | Francja              | 1924       | –     | 1      | –    | 1     | Rugby union |
| 76.     | Jean Etcheberry               | Francja              | 1924       | –     | 1      | –    | 1     | Rugby union |
| 76.     | Henri Galau                   | Francja              | 1924       | –     | 1      | –    | 1     | Rugby union |
| 76.     | Gilbert Gérintès              | Francja              | 1924       | –     | 1      | –    | 1     | Rugby union |
| 76.     | Raoul Got                     | Francja              | 1924       | –     | 1      | –    | 1     | Rugby union |
| 76.     | Adolphe Jauréguy              | Francja              | 1924       | –     | 1      | –    | 1     | Rugby union |
| 76.     | René Lasserre                 | Francja              | 1924       | –     | 1      | –    | 1     | Rugby union |
| 76.     | Marcel-Frédéric Lubin-Lebrère | Francja              | 1924       | –     | 1      | –    | 1     | Rugby union |
| 76.     | Étienne Piquiral              | Francja              | 1924       | –     | 1      | –    | 1     | Rugby union |
| 76.     | Jean Vaysse                   | Francja              | 1924       | –     | 1      | –    | 1     | Rugby union |
| 76.     | Mark Bennett                  | Wielka Brytania      | 2016       | –     | 1      | –    | 1     | Rugby 7     |
| 76.     | Dan Bibby                     | Wielka Brytania      | 2016       | –     | 1      | –    | 1     | Rugby 7     |
| 76.     | Phil Burgess                  | Wielka Brytania      | 2016       | –     | 1      | –    | 1     | Rugby 7     |
| 76.     | Sam Cross                     | Wielka Brytania      | 2016       | –     | 1      | –    | 1     | Rugby 7     |
| 76.     | James Davies                  | Wielka Brytania      | 2016       | –     | 1      | –    | 1     | Rugby 7     |
| 76.     | Oliver Lindsay-Hague          | Wielka Brytania      | 2016       | –     | 1      | –    | 1     | Rugby 7     |
| 76.     | Ruaridh McConnochie           | Wielka Brytania      | 2016       | –     | 1      | –    | 1     | Rugby 7     |
| 76.     | Tom Mitchell                  | Wielka Brytania      | 2016       | –     | 1      | –    | 1     | Rugby 7     |
| 76.     | Dan Norton                    | Wielka Brytania      | 2016       | –     | 1      | –    | 1     | Rugby 7     |
| 76.     | Mark Robertson                | Wielka Brytania      | 2016       | –     | 1      | –    | 1     | Rugby 7     |
| 76.     | James Rodwell                 | Wielka Brytania      | 2016       | –     | 1      | –    | 1     | Rugby 7     |
| 76.     | Marcus Watson                 | Wielka Brytania      | 2016       | –     | 1      | –    | 1     | Rugby 7     |
| 165.    | Dumitru Armășel               | Rumunia              | 1924       | –     | –      | 1    | 1     | Rugby union |
| 165.    | Gheorghe Benția               | Rumunia              | 1924       | –     | –      | 1    | 1     | Rugby union |
| 165.    | Teodor Florian                | Rumunia              | 1924       | –     | –      | 1    | 1     | Rugby union |
| 165.    | Ion Gârleșteanu               | Rumunia              | 1924       | –     | –      | 1    | 1     | Rugby union |
| 165.    | Teodor Marian                 | Rumunia              | 1924       | –     | –      | 1    | 1     | Rugby union |
| 165.    | Sorin Mihăilescu              | Rumunia              | 1924       | –     | –      | 1    | 1     | Rugby union |
| 165.    | Nicolae Mărăscu               | Rumunia              | 1924       | –     | –      | 1    | 1     | Rugby union |
| 165.    | Paul Nedelcovici              | Rumunia              | 1924       | –     | –      | 1    | 1     | Rugby union |
| 165.    | Iosif Nemeș                   | Rumunia              | 1924       | –     | –      | 1    | 1     | Rugby union |
| 165.    | Eugen Sfetescu                | Rumunia              | 1924       | –     | –      | 1    | 1     | Rugby union |
| 165.    | Mircea Sfetescu               | Rumunia              | 1924       | –     | –      | 1    | 1     | Rugby union |
| 165.    | Soare Sterian                 | Rumunia              | 1924       | –     | –      | 1    | 1     | Rugby union |
| 165.    | Atanasie Tănăsescu            | Rumunia              | 1924       | –     | –      | 1    | 1     | Rugby union |
| 165.    | Mihai Vardală                 | Rumunia              | 1924       | –     | –      | 1    | 1     | Rugby union |
| 165.    | Paul Vidrașcu                 | Rumunia              | 1924       | –     | –      | 1    | 1     | Rugby union |
| 165.    | Dumitru Volvoreanu            | Rumunia              | 1924       | –     | –      | 1    | 1     | Rugby union |
| 165.    | Cecil Afrika                  | Południowa Afryka    | 2016       | –     | –      | 1    | 1     | Rugby 7     |
| 165.    | Tim Agaba                     | Południowa Afryka    | 2016       | –     | –      | 1    | 1     | Rugby 7     |
| 165.    | Kyle Brown                    | Południowa Afryka    | 2016       | –     | –      | 1    | 1     | Rugby 7     |
| 165.    | Justin Geduld                 | Południowa Afryka    | 2016       | –     | –      | 1    | 1     | Rugby 7     |
| 165.    | Francois Hougaard             | Południowa Afryka    | 2016       | –     | –      | 1    | 1     | Rugby 7     |
| 165.    | Juan de Jongh                 | Południowa Afryka    | 2016       | –     | –      | 1    | 1     | Rugby 7     |
| 165.    | Werner Kok                    | Południowa Afryka    | 2016       | –     | –      | 1    | 1     | Rugby 7     |
| 165.    | Cheslin Kolbe                 | Południowa Afryka    | 2016       | –     | –      | 1    | 1     | Rugby 7     |
| 165.    | Dylan Sage                    | Południowa Afryka    | 2016       | –     | –      | 1    | 1     | Rugby 7     |
| 165.    | Seabelo Senatla               | Południowa Afryka    | 2016       | –     | –      | 1    | 1     | Rugby 7     |
| 165.    | Kwagga Smith                  | Południowa Afryka    | 2016       | –     | –      | 1    | 1     | Rugby 7     |
| 165.    | Philip Snyman                 | Południowa Afryka    | 2016       | –     | –      | 1    | 1     | Rugby 7     |
| 165.    | Rosko Specman                 | Południowa Afryka    | 2016       | –     | –      | 1    | 1     | Rugby 7     |

### Klasyfikacja zawodniczek
W poniższym zestawieniu ujęto klasyfikację zawodniczek, które zdobyły przynajmniej jeden medal olimpijski w rugby 7.
| Miejsce | Zawodnik            | Państwo       | Lata | Złoto | Srebro | Brąz | Razem |
| ------- | ------------------- | ------------- | ---- | ----- | ------ | ---- | ----- |
| 1.      | Nicole Beck         | Australia     | 2016 | 1     | –      | –    | 1     |
| 1.      | Charlotte Caslick   | Australia     | 2016 | 1     | –      | –    | 1     |
| 1.      | Emilee Cherry       | Australia     | 2016 | 1     | –      | –    | 1     |
| 1.      | Chloe Dalton        | Australia     | 2016 | 1     | –      | –    | 1     |
| 1.      | Gemma Etheridge     | Australia     | 2016 | 1     | –      | –    | 1     |
| 1.      | Ellia Green         | Australia     | 2016 | 1     | –      | –    | 1     |
| 1.      | Shannon Parry       | Australia     | 2016 | 1     | –      | –    | 1     |
| 1.      | Evania Pelite       | Australia     | 2016 | 1     | –      | –    | 1     |
| 1.      | Alicia Quirk        | Australia     | 2016 | 1     | –      | –    | 1     |
| 1.      | Emma Tonegato       | Australia     | 2016 | 1     | –      | –    | 1     |
| 1.      | Amy Turner          | Australia     | 2016 | 1     | –      | –    | 1     |
| 1.      | Sharni Williams     | Australia     | 2016 | 1     | –      | –    | 1     |
| 13.     | Shakira Baker       | Nowa Zelandia | 2016 | –     | 1      | –    | 1     |
| 13.     | Kelly Brazier       | Nowa Zelandia | 2016 | –     | 1      | –    | 1     |
| 13.     | Gayle Broughton     | Nowa Zelandia | 2016 | –     | 1      | –    | 1     |
| 13.     | Theresa Fitzpatrick | Nowa Zelandia | 2016 | –     | 1      | –    | 1     |
| 13.     | Sarah Goss          | Nowa Zelandia | 2016 | –     | 1      | –    | 1     |
| 13.     | Huriana Manuel      | Nowa Zelandia | 2016 | –     | 1      | –    | 1     |
| 13.     | Kayla McAlister     | Nowa Zelandia | 2016 | –     | 1      | –    | 1     |
| 13.     | Tyla Nathan-Wong    | Nowa Zelandia | 2016 | –     | 1      | –    | 1     |
| 13.     | Terina Te Tamaki    | Nowa Zelandia | 2016 | –     | 1      | –    | 1     |
| 13.     | Ruby Tui            | Nowa Zelandia | 2016 | –     | 1      | –    | 1     |
| 13.     | Niall Williams      | Nowa Zelandia | 2016 | –     | 1      | –    | 1     |
| 13.     | Portia Woodman      | Nowa Zelandia | 2016 | –     | 1      | –    | 1     |
| 25.     | Britt Benn          | Kanada        | 2016 | –     | –      | 1    | 1     |
| 25.     | Hannah Darling      | Kanada        | 2016 | –     | –      | 1    | 1     |
| 25.     | Bianca Farella      | Kanada        | 2016 | –     | –      | 1    | 1     |
| 25.     | Jennifer Kish       | Kanada        | 2016 | –     | –      | 1    | 1     |
| 25.     | Ghislaine Landry    | Kanada        | 2016 | –     | –      | 1    | 1     |
| 25.     | Megan Lukan         | Kanada        | 2016 | –     | –      | 1    | 1     |
| 25.     | Kayla Moleschi      | Kanada        | 2016 | –     | –      | 1    | 1     |
| 25.     | Karen Paquin        | Kanada        | 2016 | –     | –      | 1    | 1     |
| 25.     | Kelly Russell       | Kanada        | 2016 | –     | –      | 1    | 1     |
| 25.     | Ashley Steacy       | Kanada        | 2016 | –     | –      | 1    | 1     |
| 25.     | Natasha Watcham-Roy | Kanada        | 2016 | –     | –      | 1    | 1     |
| 25.     | Charity Williams    | Kanada        | 2016 | –     | –      | 1    | 1     |

## Klasyfikacje medalowe

### Klasyfikacja państw
Poniższa tabela przedstawia klasyfikację państw, które zdobyły przynajmniej jeden medal olimpijski w rugby. Uwzględniono wspólnie medale zdobyte przez mężczyzn w rugby union i 7 oraz przez kobiety w rugby 7.
| Miejsce | Państwo              | Złoto | Srebro | Brąz | Razem |
| ------- | -------------------- | ----- | ------ | ---- | ----- |
| 1.      | Fidżi                | 2     | –      | 1    | 3     |
| 2.      | USA                  | 2     | –      | –    | 2     |
| 3.      | Francja              | 1     | 3      | –    | 4     |
| 4.      | Nowa Zelandia        | 1     | 2      | –    | 3     |
| 5.      | Australazja          | 1     | –      | –    | 1     |
| 5.      | Australia            | 1     | –      | –    | 1     |
| 7.      | Wielka Brytania      | –     | 3      | –    | 3     |
| 8.      | Cesarstwo Niemieckie | –     | 1      | –    | 1     |
| 9.      | Argentyna            | –     | –      | 1    | 1     |
| 9.      | Kanada               | –     | –      | 1    | 1     |
| 9.      | Południowa Afryka    | –     | –      | 1    | 1     |
| 9.      | Rumunia              | –     | –      | 1    | 1     |

#### Klasyfikacja państw według lat
W poniższej tabeli zestawiono państwa według liczby medali zdobytych w rugby podczas kolejnych edycji letnich igrzysk olimpijskich. Przedstawiono sumę wszystkich medali (złotych, srebrnych i brązowych) we wszystkich konkurencjach łącznie.
| Państwo              | '00 | '08 | '20 | '24 | '16 | '21 | suma |
| -------------------- | --- | --- | --- | --- | --- | --- | ---- |
| Argentyna            | –   | –   | –   | –   | –   | 1   | 1    |
| Australazja          | –   | 1   | –   | –   | –   | –   | 1    |
| Australia            | –   | –   | –   | –   | 1   | –   | 1    |
| Cesarstwo Niemieckie | 1   | –   | –   | –   | –   | –   | 1    |
| Fidżi                | –   | –   | –   | –   | 1   | 2   | 3    |
| Francja              | 1   | –   | 1   | 1   | –   | 1   | 4    |
| Kanada               | –   | –   | –   | –   | 1   | –   | 1    |
| Nowa Zelandia        | –   | –   | –   | –   | 1   | 2   | 3    |
| Południowa Afryka    | –   | –   | –   | –   | 1   | –   | 1    |
| Rumunia              | –   | –   | –   | 1   | –   | –   | 1    |
| USA                  | –   | –   | 1   | 1   | –   | –   | 2    |
| Wielka Brytania      | 1   | 1   | –   | –   | 1   | –   | 3    |
| Suma                 | 3   | 2   | 2   | 3   | 6   | 6   | 22   |

#### Klasyfikacja państw według konkurencji
W poniższej tabeli przedstawiono liczbę medali zdobytych przez poszczególne państwa w konkurencjach w rugby.
| Państwo              | union | 7 (k) | 7 (m) | Suma |
| -------------------- | ----- | ----- | ----- | ---- |
| Argentyna            | –     | –     | 1     | 1    |
| Australazja          | 1     | –     | –     | 1    |
| Australia            | –     | 1     | –     | 1    |
| Cesarstwo Niemieckie | 1     | –     | –     | 1    |
| Fidżi                | –     | 1     | 2     | 3    |
| Francja              | 3     | 1     | –     | 4    |
| Kanada               | –     | 1     | –     | 1    |
| Nowa Zelandia        | –     | 2     | 1     | 3    |
| Południowa Afryka    | –     | –     | 1     | 1    |
| Rumunia              | 1     | –     | –     | 1    |
| USA                  | 2     | –     | –     | 2    |
| Wielka Brytania      | 2     | –     | 1     | 3    |
| Suma                 | 10    | 6     | 6     | 22   |